# Cá đuối điện nhiều đốm
Cá đuối điện nhiều đốm (danh pháp khoa học: Diplobatis pictus) là một loài cá đuối điện trong họ Narcinidae, Đại Tây Dương từ đông nam Venezuela đến cửa sông Amazon ở Brasil. Nó được phổ biến trên các loại bề mặt mềm ở độ sâu 2–120 m.